# Ocrepeira venustula
Ocrepeira venustula är en spindelart som först beskrevs av Eugen von Keyserling 1879.  Ocrepeira venustula ingår i släktet Ocrepeira och familjen hjulspindlar. Inga underarter finns listade i Catalogue of Life.